# Église Saint-Martin d'Yvrench
L'église Saint-Martin d'Yvrench est située à Yvrench, dans le département de la Somme, au nord-est d'Abbeville.

## Historique
L'église Saint-Martin d'Yvrench date du XVIe siècle et fut agrandie au XIXe siècle. Seul, le clocher date du XVIe siècle. Elle a remplacé selon toute vraisemblance une église plus ancienne. Elle est protégée au titre des monuments historiques : inscription par arrêté du 15 octobre 2014,.

## Caractéristiques

### Extérieur
L'église est construite en pierre selon un plan basilical traditionnel. Un clocher-porche s'élève sur quasiment cinq niveaux et donne accès à la nef unique. Un auvent protège le portail d'entrée. Les baies gothiques du clocher ont été obturées par des pierres. La tourelle d'accès couverte d'un toit polygonal est accolée au clocher.
La nef de huit travées à l'architecture néoclassique est soutenue par des contreforts. Elle est éclairée par de fines fenêtres en lancettes.

### Intérieur
Dans le chœur, quatre verrières représentent la vie de la Vierge, la Pentecôte, l'Ascension et saint Pierre en prison, datant de 1879, sont inscrites monuments historiques, au titre objets.
Des pilastres répondent aux contreforts extérieurs de la nef.
L'église conserve, en outre, plusieurs objets d'art ou meubles protégés en tant que monument historique : 
- statue de saint Nicolas et donateur en bois polychrome du XVIe siècle[5] ;
- statue de sainte Catherine en bois polychrome du XVIIe siècle[6] ;
- statue de saint Adrien en bois polychrome du XVIIe siècle[7] ;
- statue de la Vierge à l'Enfant en bois polychrome du XVIIIe siècle[8] ;
- statue de saint Roch en bois polychrome (début XIXe siècle)[9] ;
- plaque funéraire avec épitaphe de François-Joseph de Buissy (XVIIIe siècle)[10] ;
- confessionnal à décor sculpté : tête de chérubin et lambrequins (XVIIe siècle)[11] ;
- deux vases d'autel en faïence de Lille, ornés de têtes d'anges en relief et décor de paysages (XVIIIe siècle)[12] ;
- fonts baptismaux en bois[13].

## Photos

L'église Saint-Martin
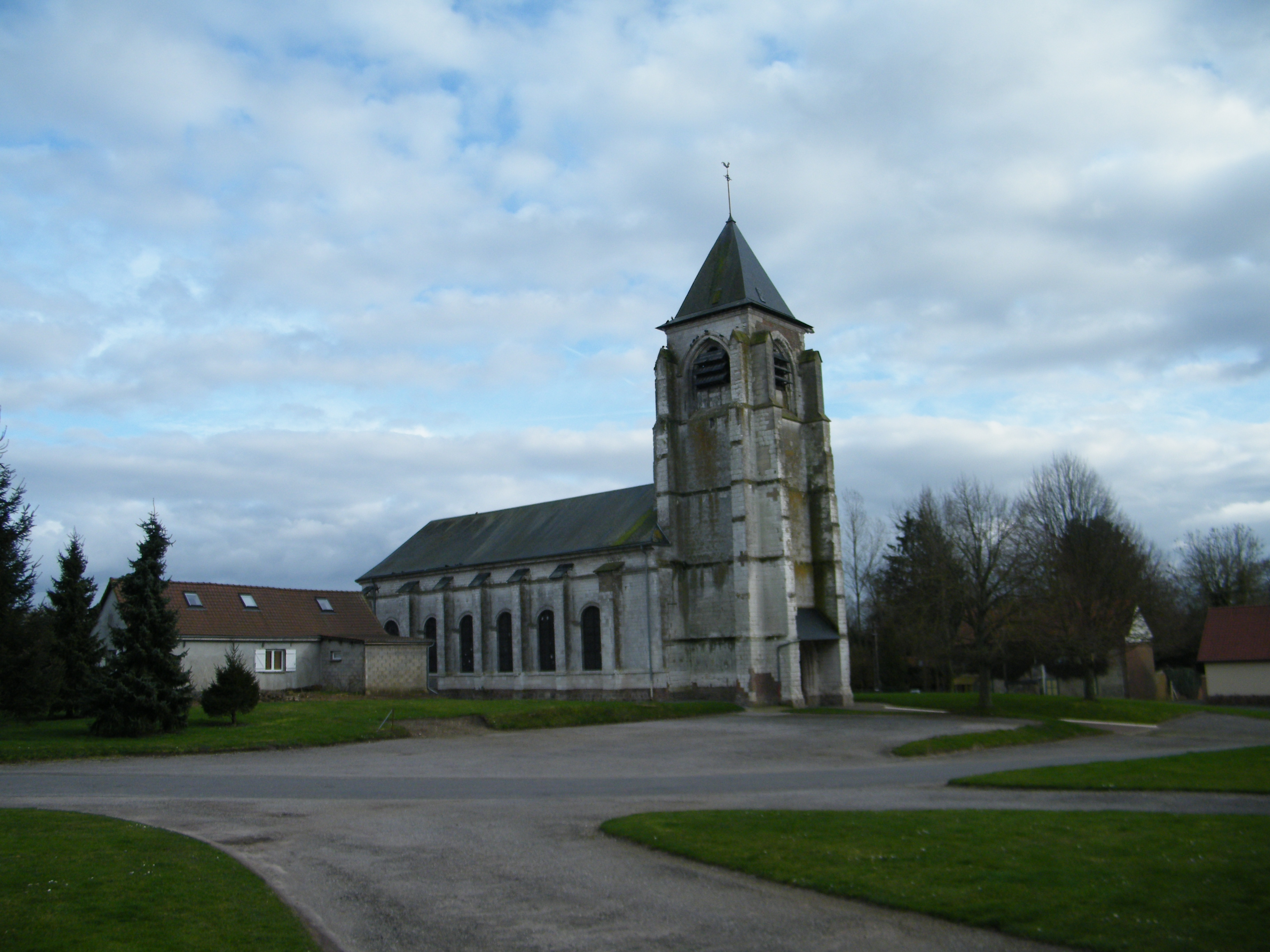
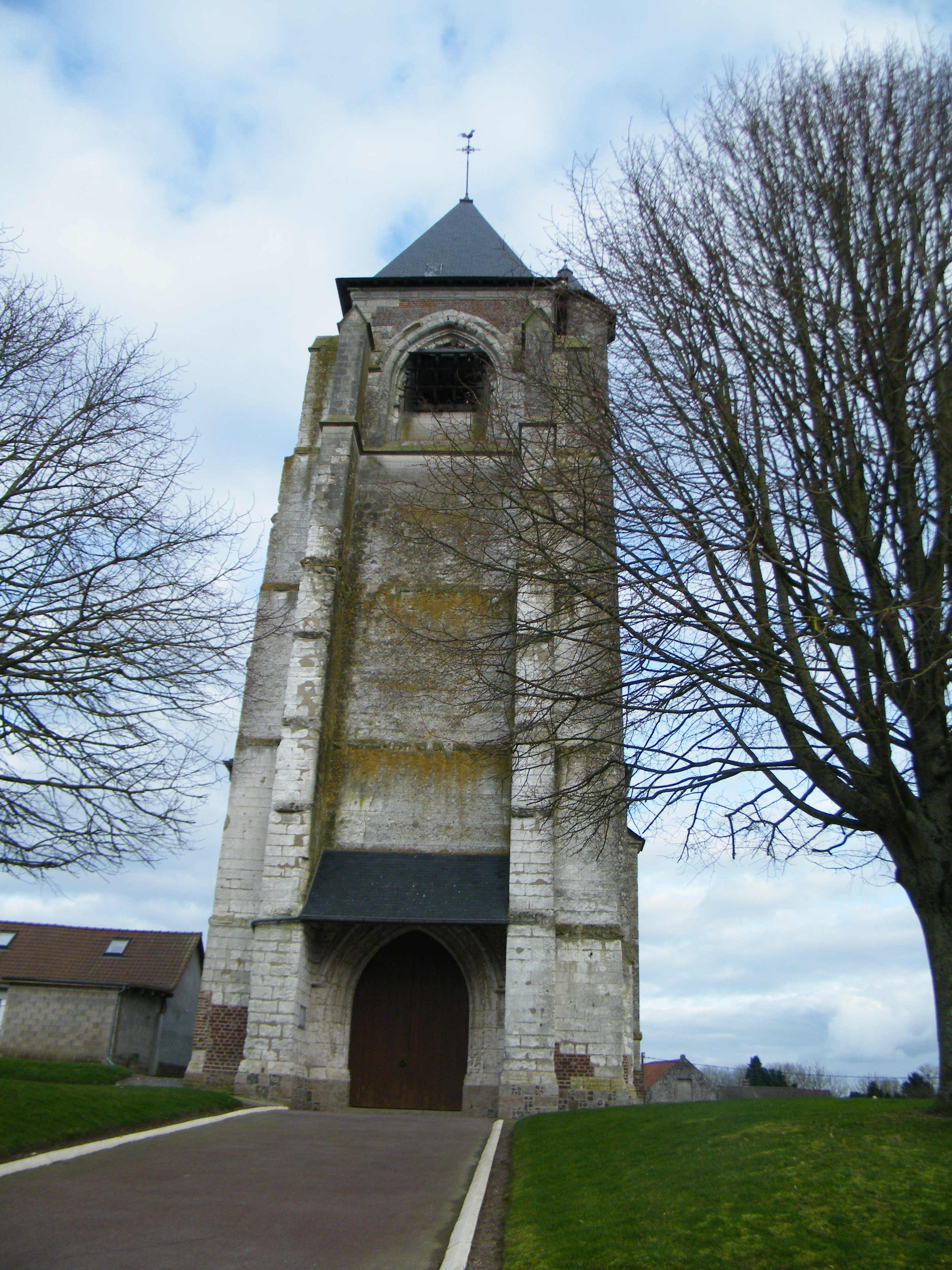
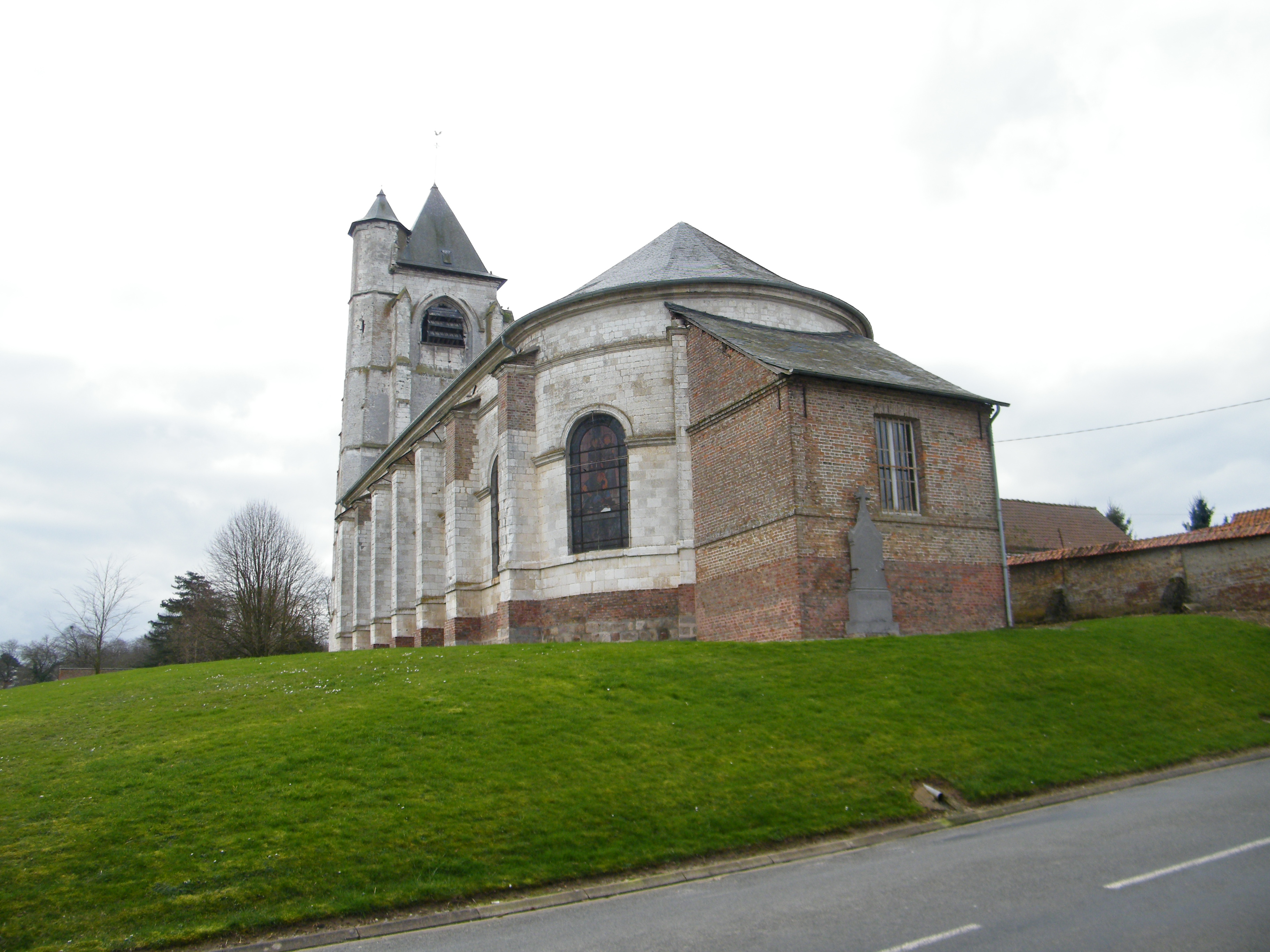